# TV Patrol
TV Patrol è un notiziario televisivo filippino trasmesso su ABS-CBN dal 2 marzo 1987. È condotto da Noli de Castro, Bernadette Sembrano, Karen Davila, Alvin Elchico, Zen Hernandez e Adrian Ayalin. I precedenti presentatori includono Mel Tiangco, Korina Sanchez, Julius Babao, Ted Failon e Henry Omaga-Diaz.

## Conduttori

### Attuali
Edizione settimanale
- Noli de Castro (1987-2001, 2010-2021, 2023-in corso)
- Karen Davila (2004-2010, 2021-in corso)
- Bernadette Sembrano (2015-in corso)
- Alvin Elchico (2024-in corso)

Edizione del fine settimana
- Zen Hernandez (2016-in corso)
- Adrian Ayalin (2025-in corso)

### Precedenti
Edizione settimanale
- Mel Tiangco (1987-1995)
- Frankie Evangelista (1987–1996)
- Robert Arevalo (1987)
- Korina Sanchez (1995-1996; 2001-2004; 2010-2015)
- Aljo Bendijo (2001-2003)
- Henry Omaga-Diaz (2001-2003; 2020-2024)
- Julius Babao (2003-2010)
- Ted Failon (2004-2020)

Edizione del fine settimana
- Ces Drilon (2004-2005)
- Henry Omaga-Diaz (2004-2006)
- Bernadette Sembrano (2005–2011)
- Alex Santos (2006-2011)
- Pinky Webb (2011-2015)
- Alvin Elchico (2011–2024)